# Dingo Pictures
Dingo Pictures var ett tyskt filmbolag som gjorde mockbusters på redan kända animerade familjefilmer som till exempel Disney, Dreamworks och Don Bluth. Företaget grundades av Roswitha Haas och Ludwig Ickert 1992 i Friedrichsdorf, men slutade att göra filmer 2005. Många av filmerna har dubbats till svenska, och i filmerna medverkar bland andra Dan Bratt, Anja Schmidt, Olli Markenros och Kenneth Milldoff. 